# Stephen Storace
Pour les articles homonymes, voir Storace.
Stephen Storace (né à Londres le 4 avril 1762 mort le 16 mars 1796) est un compositeur anglais d'opéras. Il est le frère de la célèbre cantatrice Nancy Storace. Il est né à Londres, d'une mère anglaise et d'un père italien. Il est surtout connu au travers des mémoires de ses contemporains, le musicien Michael Kelly, l'acteur John Bannister, et le hautboïste William T. Parke.
On sait très peu de choses de sa vie privée, hormis son mariage en 1788 avec Mary Hall, la fille du graveur John Hall. Ils eurent un fils, Brinsley John, qui mourra prématurément en 1807.
Une nécrologie du journal The Oracle le décrivait par :  
"On a parfois mal jugé son caractère – il ne possédait pas l’art de désillusionner les gens poliment. Il disait ce qu’il pensait de manière brute et sans détours – on pouvait se fier à son opinion pour sa valeur et sa sincérité – il avait une capacité à prendre des décisions promptement, et c’était parfois pris pour de la rudesse – attentif à ses propres intérêts et ne se faisant pas dévier de sa course – il provoquait parfois des commentaires qu’il ne méritait pas – on le connaissait comme étant un homme amical et honnête".
Sa signature autographe apparaît sur une partition imprimée de son opéra La Cameriera astuta (1788), qui a appartenu à Elizabeth Bridges Austen, la belle-sœur de l'écrivain Jane Austen.
Hormis deux opéras italiens composés pour Vienne et un pour Londres, il s'est principalement illustré dans le genre du ballad opera : les numéros musicaux extraits d'autres partitions (et identifiés comme tels) côtoient les morceaux originaux. Les partitions adaptées dans ces opéras étaient réorchestrées. Il ne s'agissait pas de plagiat, cette pratique était courante et normale à l'époque en Grande Bretagne.
Une édition piratée de l'air d'un de ses opéras, écrit pour sa sœur Nancy, sera à l'origine d'une jurisprudence pour protéger le droit d'auteur des compositeurs britanniques : "Si les droits d’un compositeur sur ses partitions instrumentales était bien établi depuis 1777 (Bach v. Longman), les trois procès suscités par « Care donne che bramate » constituèrent un jalon majeur dans la reconnaissance du droit d’auteur opératique (Storace v. Longman and Broderip, Longman and Broderip v. Storace)".

## Œuvres

### Opéras
- Gli sposi malcontenti (livret de G. Brunati, opera buffa, 1785, Vienne)
- Gli equivoci (Livret de Lorenzo da Ponte tiré de la pièce de Shakespeare La Comédie des erreurs, opera buffa , 1786, (Vienne)
- La cameriera astuta (opera buffa, 1788, Londres)
- The Doctor and the Apothecary (livret de James Cobb, 1788, Londres)
- The Haunted Tower (livret de James Cobb, 1789, Londres)[4]
- No song, no supper (livret de Prince Hoare, 1790, Londres), qui fut l'un de ses opéras les plus populaires. Il s'agissait d'une afterpiece (opéra donné en seconde partie de soirée.)[5]
- The Siege of Belgrade (livret de James Cobb, 1791, Londres)
- The Cave of Trophonius (livret de Prince Hoare, 1791, Londres)
- Poor Old Drury (livret de James Cobb, prélude, 1791, Londres)
- Dido, Queen of Carthage (livret de Prince Hoare tiré de Metastasio, opera seria, 1792, Londres)
- The Pirates (livret de James Cobb, 1792, Londres)
- The Price (livret de Prince Hoare, 1793, Londres)
- My Grandmother (livret de Prince Hoare, 1794, Londres)
- Lodoiska (livret de John Philip Kemble, 1794, Londres (Cet opéra inclut des numéros composés par Cherubini, par Rodolphe Kreutzer  et Gaetano Andreozzi [6])
- The Glorious First of June (livret de James Cobb et R. B. Sheridan, 1794 )
- The Cherokee (livret de James Cobb, 1794, Londres)
- The Three and the Deuce (livret de Prince Hoare, 1795, Londres)
- The Iron Chest (livret de George Colman le Jeune, 1796, Londres)
- Mahmoud (livret de Prince Hoare, 1796, Londres)

### Ballet
- Venus and Adonis (1793, Londres)